# Distoleon harpalyce
Distoleon harpalyce is een insect uit de familie van de mierenleeuwen (Myrmeleontidae), die tot de orde netvleugeligen (Neuroptera) behoort. 
Distoleon harpalyce is voor het eerst wetenschappelijk beschreven door Banks in 1911.